# Чхве Ин Гьон
Чхве Ин Гьон (кор. 최은경) — південнокорейська ковзанярка, спеціалістка з бігу на короткій доріжці, дворазова олімпійська чемпіонка та медалістка, багаторазова чемпіонка світу та призерка чемпіонатів світу, чемпіонка Універсіади.
Золоту олімпійську медаль і звання олімпійської чемпіонки Чхве виборола разом із подругами з корейської збірної на Олімпіаді 2002 року в Солт-Лейк-Сіті в естафетній гонці на 3000 метрів. Крім того на цій Олімпіаді вона отримала срібну медаль в гонці на 1500 метрів. Цей успіх вона повторила на олімпіаді 2006 року, що проходила в Турині.
Чхве двічі вигравала залік багатоборства на чемпіонатах світу й здобула багато золотих, бронзових та срібних медалей на окремих дистанціях. Корейська збірна в її часи була практично непереможною на командних чемпіонатах світу. На Універсіаді 2005 року в Іннсбруці Чхве виграла все, що можна було виграти.

## Зовнішні посилання
- Досьє на sports-reference.com [Архівовано 29 січня 2010 у Wayback Machine.]

## Виноски
1. ↑  Olympedia — 2006.
2. 1 2  Salt Lake City 2002 Official Report - Volume 3 (PDF). Salt Lake Organizing Committee. LA84 Foundation. 2002. Архів оригіналу (PDF) за 20 лютого 2012. {{cite web}}: Cite має пустий невідомий параметр: |df= (довідка) [Архівовано 2012-02-20 у Wayback Machine.]
3. ↑  Torino 2006 Official Report - Short Track Speed Skating (PDF). Torino Organizing Committee. LA84 Foundation. March 2009. Архів оригіналу (PDF) за 12 червня 2012. Процитовано 24 травня 2009.